# Seznam ulic v Brně-Tuřanech
Seznam ulic v Brně-Tuřanech uvádí přehled ulic a veřejných prostranství na území městské části Brno-Tuřany.

## Seznam
| Název               | Pojmenováno po             | Souřadnice                       | Obrázek | Commons            | RÚIAN   | Mapy.cz         |
| ------------------- | -------------------------- | -------------------------------- | ------- | ------------------ | ------- | --------------- |
| Aviatická           | Letiště Brno-Tuřany        | 49°9′38″ s. š., 16°40′50″ v. d.  |         |                    | 2514851 | stre&id=5196939 |
| Chrlická            | Chrlice                    | 49°8′29″ s. š., 16°39′56″ v. d.  |         |                    | 22250   | stre&id=79070   |
| Dvorecká            | nádvoří                    | 49°8′43″ s. š., 16°40′3″ v. d.   |         |                    | 23027   | stre&id=79147   |
| Dvůr                | hospodářský dvůr           | 49°10′11″ s. š., 16°38′16″ v. d. |         |                    | 23183   | stre&id=79163   |
| Farní               | fara                       | 49°8′55″ s. š., 16°40′2″ v. d.   |         |                    | 23205   | stre&id=79164   |
| Farského            | Karel Farský               | 49°8′55″ s. š., 16°40′21″ v. d.  |         |                    | 23213   | stre&id=79165   |
| Glocova             | Edmund Gloc                | 49°9′0″ s. š., 16°39′34″ v. d.   |         | Glocova            | 23540   | stre&id=79198   |
| Grunty              |                            | 49°9′16″ s. š., 16°39′18″ v. d.  |         |                    | 2514834 | stre&id=5196938 |
| Hanácká             | Haná                       | 49°9′0″ s. š., 16°40′13″ v. d.   |         | Hanácká (Brno)     | 23698   | stre&id=79213   |
| Haraštova           | Šimon Harašta              | 49°9′ s. š., 16°39′54″ v. d.     |         |                    | 23728   | stre&id=79216   |
| Hasičská            | hasičská stanice           | 49°8′51″ s. š., 16°39′58″ v. d.  |         |                    | 23744   | stre&id=79218   |
| Heřmánková          | heřmánek pravý             | 49°8′26″ s. š., 16°40′ v. d.     |         |                    | 736431  | stre&id=150541  |
| Holásecká           | Holásky                    | 49°8′54″ s. š., 16°39′49″ v. d.  |         |                    | 24121   | stre&id=79256   |
| Honební             | honitba                    | 49°8′28″ s. š., 16°40′24″ v. d.  |         |                    | 815071  | stre&id=5182605 |
| Ivanovické náměstí  | Brněnské Ivanovice         | 49°9′10″ s. š., 16°39′14″ v. d.  |         | Ivanovické náměstí | 24678   | stre&id=79311   |
| Jahodová            | jahodník                   | 49°9′19″ s. š., 16°39′24″ v. d.  |         | Jahodová (Brno)    | 24571   | stre&id=79301   |
| Javorová            | javor                      | 49°8′35″ s. š., 16°39′10″ v. d.  |         |                    | 24759   | stre&id=79319   |
| Jedounkova          | Arnošt Jedounek            | 49°8′55″ s. š., 16°40′48″ v. d.  |         |                    | 815080  | stre&id=5182606 |
| Jiřinová            | jiřinka                    | 49°9′4″ s. š., 16°39′22″ v. d.   |         | Jiřinová (Brno)    | 24996   | stre&id=79343   |
| Jubilejní           | výročí                     | 49°8′58″ s. š., 16°39′22″ v. d.  |         |                    | 25119   | stre&id=79355   |
| K Jezerům           | Holásecká jezera           | 49°8′50″ s. š., 16°38′50″ v. d.  |         |                    | 1384724 | stre&id=5185449 |
| Karkulínova         | Josef Karkulín             | 49°8′58″ s. š., 16°40′18″ v. d.  |         | Karkulínova (Brno) | 25411   | stre&id=79385   |
| Kaštanová           | jírovec maďal              | 49°9′30″ s. š., 16°38′36″ v. d.  |         | Kaštanová (Brno)   | 25461   | stre&id=79390   |
| Ke Špici            |                            | 49°8′29″ s. š., 16°40′18″ v. d.  |         |                    | 2514729 | stre&id=5196937 |
| Kudrnova            | Josef Kudrna               | 49°8′55″ s. š., 16°39′28″ v. d.  |         |                    | 26662   | stre&id=79511   |
| Ledárenská          | ledárna                    | 49°9′8″ s. š., 16°38′42″ v. d.   |         | Ledárenská         | 26905   | stre&id=79535   |
| Letiště Brno-Tuřany | Letiště Brno-Tuřany        | 49°9′23″ s. š., 16°41′42″ v. d.  |         |                    | 736449  | stre&id=146227  |
| Malínská            | Český Malín                | 49°9′ s. š., 16°39′50″ v. d.     |         |                    | 27383   | stre&id=79583   |
| Medkova             | Jan Medek                  | 49°9′55″ s. š., 16°40′39″ v. d.  |         |                    | 804754  | stre&id=5181073 |
| Moravská            | Morava                     | 49°8′28″ s. š., 16°39′57″ v. d.  |         |                    | 28134   | stre&id=79657   |
| Myslivecká          | les                        | 49°8′37″ s. š., 16°40′9″ v. d.   |         |                    | 28282   | stre&id=79672   |
| Měšťanská           | měšťanstvo                 | 49°9′4″ s. š., 16°39′41″ v. d.   |         | Měšťanská (Brno)   | 27901   | stre&id=79635   |
| Na hrázi            | násyp                      | 49°8′37″ s. š., 16°39′8″ v. d.   |         |                    | 29122   | stre&id=79755   |
| Na návsi            | náves                      | 49°8′39″ s. š., 16°38′59″ v. d.  |         | Na Návsi (Brno)    | 28371   | stre&id=79681   |
| Nenovická           | Brněnské Ivanovice         | 49°9′15″ s. š., 16°38′46″ v. d.  |         |                    | 736422  | stre&id=146226  |
| Pastevní            | pastva                     | 49°9′14″ s. š., 16°39′18″ v. d.  |         |                    | 29386   | stre&id=79781   |
| Petlákova           | Jan Petlák                 | 49°9′18″ s. š., 16°39′13″ v. d.  |         |                    | 29505   | stre&id=79793   |
| Podlipná            | Lipa                       | 49°8′56″ s. š., 16°39′53″ v. d.  |         | Podlipná (Brno)    | 29840   | stre&id=79826   |
| Popelova            | Pavel Popela               | 49°9′17″ s. š., 16°38′50″ v. d.  |         | Popelova           | 30058   | stre&id=79847   |
| Požární             | hasičská stanice           | 49°8′33″ s. š., 16°39′6″ v. d.   |         | Požární (Brno)     | 30163   | stre&id=79858   |
| Pratecká            | Prace                      | 49°8′50″ s. š., 16°40′18″ v. d.  |         | Pratecká (Brno)    | 30198   | stre&id=79861   |
| Prodloužená         |                            | 49°9′6″ s. š., 16°38′49″ v. d.   |         |                    | 30244   | stre&id=79866   |
| Průmyslová          | průmysl Černovická terasa  | 49°10′18″ s. š., 16°39′57″ v. d. |         |                    | 710199  | stre&id=143924  |
| Písečná             | pískovna                   | 49°9′18″ s. š., 16°39′3″ v. d.   |         |                    | 29629   | stre&id=79804   |
| Písníky             | písník                     | 49°8′38″ s. š., 16°39′27″ v. d.  |         |                    | 700002  | stre&id=142939  |
| Pěnkinova           | Sergej Alexandrovič Pěnkin | 49°9′14″ s. š., 16°38′47″ v. d.  |         |                    | 736414  | stre&id=146225  |
| Přichystalova       | Štěpán Přichystal          | 49°8′57″ s. š., 16°40′25″ v. d.  |         |                    | 30431   | stre&id=79885   |
| Revoluční           | revoluce                   | 49°8′58″ s. š., 16°39′47″ v. d.  |         | Revoluční (Brno)   | 30791   | stre&id=79921   |
| Režná               | žito                       | 49°8′24″ s. š., 16°40′ v. d.     |         |                    | 815098  | stre&id=5182607 |
| Rolencova           | Jaroslav Rolenc            | 49°8′44″ s. š., 16°39′23″ v. d.  |         | Rolencova (Brno)   | 30881   | stre&id=79930   |
| Ráječek             | les                        | 49°10′4″ s. š., 16°38′9″ v. d.   |         |                    | 30716   | stre&id=79913   |
| Růžová              | Růžový                     | 49°8′31″ s. š., 16°39′50″ v. d.  |         | Růžová (Brno)      | 31127   | stre&id=79954   |
| Saidova             | Ondřej Saida               | 49°9′5″ s. š., 16°39′12″ v. d.   |         | Saidova            | 31321   | stre&id=79973   |
| Sladovnická         | sladovna                   | 49°9′8″ s. š., 16°39′9″ v. d.    |         | Sladovnická (Brno) | 31640   | stre&id=80005   |
| Slavomila Janáčka   | Slavomil Janáček           | 49°8′47″ s. š., 16°38′54″ v. d.  |         |                    | 2830582 | stre&id=5197998 |
| Sokolnická          | Sokolnice                  | 49°8′25″ s. š., 16°40′15″ v. d.  |         | Sokolnická (Brno)  | 31917   | stre&id=80032   |
| Střížova            | Arnošt Stříž               | 49°8′41″ s. š., 16°39′57″ v. d.  |         |                    | 32352   | stre&id=80076   |
| Tomáše Krumla       | Tomáš Kruml                | 49°8′47″ s. š., 16°38′51″ v. d.  |         |                    | 2830388 | stre&id=5197996 |
| Tovární             | továrna                    | 49°7′57″ s. š., 16°40′29″ v. d.  |         |                    | 36986   | stre&id=80537   |
| Tuřanka             | Tuřany                     | 49°10′4″ s. š., 16°40′39″ v. d.  |         | Tuřanka (Brno)     | 33618   | stre&id=80201   |
| Tuřanská            | Tuřany                     | 49°9′4″ s. š., 16°39′34″ v. d.   |         | Tuřanská (Brno)    | 33626   | stre&id=80202   |
| Tuřanské náměstí    | Tuřany                     | 49°8′48″ s. š., 16°39′58″ v. d.  |         | Tuřanské náměstí   | 34878   | stre&id=80327   |
| U Radaru            | radar                      | 49°8′29″ s. š., 16°40′13″ v. d.  |         |                    | 2494051 | stre&id=5196792 |
| U lesíčka           | les                        | 49°8′51″ s. š., 16°39′32″ v. d.  |         |                    | 33731   | stre&id=80213   |
| U lípy Svobody      |                            | 49°9′7″ s. š., 16°39′25″ v. d.   |         |                    | 33740   | stre&id=80214   |
| U potoka            | potok                      | 49°8′41″ s. š., 16°38′54″ v. d.  |         | U Potoka (Brno)    | 33766   | stre&id=80216   |
| Uhýrkova            | František Uhýrek           | 49°8′56″ s. š., 16°39′39″ v. d.  |         |                    | 33880   | stre&id=80228   |
| V aleji             |                            | 49°8′54″ s. š., 16°38′54″ v. d.  |         | V Aleji (Brno)     | 34134   | stre&id=80253   |
| V pískách           | lom                        | 49°8′40″ s. š., 16°39′15″ v. d.  |         |                    | 34151   | stre&id=80255   |
| V tišině            | místo                      | 49°9′8″ s. š., 16°38′45″ v. d.   |         |                    | 34177   | stre&id=80257   |
| Vinohradská         | vinice                     | 49°10′17″ s. š., 16°38′48″ v. d. |         | Vinohradská (Brno) | 34550   | stre&id=80295   |
| Vlčkova             | František Vlček            | 49°8′23″ s. š., 16°42′0″ v. d.   |         | Vlčkova (Brno)     | 34631   | stre&id=80303   |
| Votroubkova         | Václav Votroubek           | 49°9′14″ s. š., 16°39′3″ v. d.   |         |                    | 34827   | stre&id=80322   |
| Vyšehradská         | Vyšehrad                   | 49°8′55″ s. š., 16°39′29″ v. d.  |         | Vyšehradská (Brno) | 35009   | stre&id=80340   |
| Vítězná             | vítězství                  | 49°8′53″ s. š., 16°40′17″ v. d.  |         | Vítězná (Brno)     | 34592   | stre&id=80299   |
| Východní            | Tuřany                     | 49°8′37″ s. š., 16°40′14″ v. d.  |         |                    | 35025   | stre&id=80342   |
| Výmlatiště          |                            | 49°8′46″ s. š., 16°38′48″ v. d.  |         |                    | 1384741 | stre&id=5185450 |
| Výsluní             |                            | 49°8′25″ s. š., 16°41′58″ v. d.  |         |                    | 35084   | stre&id=80348   |
| Widmannova          | Joseph Victor Widmann      | 49°9′14″ s. š., 16°38′44″ v. d.  |         |                    | 736406  | stre&id=146224  |
| Zahrádky            | zahrada                    | 49°9′11″ s. š., 16°38′53″ v. d.  |         |                    | 35327   | stre&id=80372   |
| Zapletalova         | Josef Zapletal             | 49°8′31″ s. š., 16°42′9″ v. d.   |         | Zapletalova (Brno) | 35343   | stre&id=80374   |
| Zezulova            | Tomáš Zezula               | 49°9′3″ s. š., 16°39′29″ v. d.   |         |                    | 35661   | stre&id=80406   |
| Závětrná            | místo                      | 49°8′41″ s. š., 16°39′2″ v. d.   |         |                    | 700011  | stre&id=142940  |
| ulice 1. května     | Svátek práce               | 49°8′56″ s. š., 16°39′43″ v. d.  |         |                    | 35165   | stre&id=80356   |
| Špirkova            | Jan Evangelista Špirk      | 49°8′52″ s. š., 16°39′59″ v. d.  |         | Špirkova (Brno)    | 32891   | stre&id=80130   |
| Švédská             | Švédsko                    | 49°8′57″ s. š., 16°39′56″ v. d.  |         |                    | 33065   | stre&id=80146   |
| Šípková             | růže šípková               | 49°8′47″ s. š., 16°39′51″ v. d.  |         |                    | 32743   | stre&id=80115   |